# 石家庄翔蓝篮球俱乐部
石家庄翔蓝篮球俱乐部，由王兴江出資成立於2015年12月，2016年2月完成中国篮球协会註冊，2016年開始參加全国男子篮球联赛，2022年5月因為石家庄市体育局推出《石家庄市体育产业发展引导资金管理办法》而從「河北翔蓝篮球俱乐部」更名為「石家庄翔蓝篮球俱乐部」。

## 外部連結
- 石家庄翔蓝篮球俱乐部的新浪微博